# Veracruz (Bundesstaat)
Veracruz [beɾaˈkɾus], auch Veracruz de Ignacio de la Llave, offiziell Freier und Souveräner Staat Veracruz de Ignacio de la Llave (spanisch Estado Libre y Soberano Veracruz de Ignacio de la Llave), ist ein Bundesstaat an der Ostküste Mexikos. Mit 8,1 Mio. Einwohnern (2020) ist er einer der größeren Bundesstaaten Mexikos. Seine Hauptstadt ist Xalapa-Enríquez, die größte Stadt ist Veracruz.

## Geografie
Der Bundesstaat zieht sich über 1000 Kilometer an der Küste des Golfes von Mexiko entlang hinunter bis zum Isthmus von Tehuantepec. Veracruz hat einen großen Anteil an der Küstenebene sowie an den Ostabhängen der Sierra Nevada. Dazwischen liegen hügelige Landschaften, worin sich auch die Hauptstadt Xalapa-Enríquez befindet.
Die höchsten Erhebungen des Bundesstaates sind die Vulkanberge des Citlaltépetl (auch Pico de Orizaba genannt), der mit 5636 Metern der höchste Berg Mexikos ist, sowie des Cofre de Perote mit einer Höhe von 4282 Metern.

### Nachbarstaaten
Veracruz grenzt an zahlreiche andere mexikanische Bundesstaaten: im Süden an Oaxaca und Chiapas, im Südosten an Tabasco, im Westen an Puebla, Hidalgo und San Luis Potosí und im Norden an Tamaulipas. Im Osten wird der Bundesstaat vom Golf von Mexiko begrenzt.

### Klima
Aufgrund der Größe des Bundesstaates besitzt Veracruz verschiedenste Klimazonen. Die Küstenregion ist tropisch bis subtropisch und feucht (Beispiel Poza Rica oder Veracruz-Puerto), das Bergland trocken und kalt (Beispiel Perote) und das mittlere Hochland gemäßigt (Beispiel Xalapa).

### Bevölkerung
Im gesamten Bundesstaat Veracruz lebten im Jahr 2010 gemäß der Volkszählung gut 7,6 Mio. Menschen; im Jahre 2000 waren es noch 6,9 Mio. Einwohner. Gemessen an der Gesamtbevölkerung Mexikos stellt Veracruz knapp 7 % und liegt auf dem dritten Platz in der Bundesstaatenwertung.
| Jahr | Einwohnerzahl |
| ---- | ------------- |
| 1990 | 6.228.239     |
| 1995 | 6.737.324     |
| 2000 | 6.908.975     |
| 2005 | 7.110.214     |
| 2010 | 7.643.194     |
| 2015 | 8.112.505     |
| 2020 | 8.062.579     |

Generell zählt der Bundesstaat zu den reichsten Bundesstaaten Mexikos. Die besser entwickelten und industrialisierten Regionen sind die Metropolitangegenden von Veracruz, Córdoba, Orizaba, Coatzacoalcos und Poza Rica. Die ärmste Region ist das Hochland im Norden des Bundesstaates.
Von den Einwohnern des Bundesstaates sind 83 % katholisch. 318.626 (4,90 %) sprachen im Jahre 2005 Nahuatl, 116.044 Totonakisch, 50.564 Huastekisch und 32.292 Popoluca.
Aufgrund seiner Offenheit zur Karibik hin ist Veracruz der einzige Bundesstaat Mexikos mit einem signifikanten Anteil afrikanischstämmiger Bevölkerung.

## Geschichte
Das südliche Veracruz gehörte 1200 v. Chr. bis 400 v. Chr. zum Kulturbereich der Olmeken. Ihre Zentren in dieser Region waren San Lorenzo Tenochtitlan und Tres Zapotes, von denen einige Artefakte im Museo de Antropología de Xalapa ausgestellt sind. Etwa in der Zeit von 300 bis 900 n. Chr. blühte im Mittelteil des Staates die „Veracruz-Klassik“, die von Teotihuacán beeinflusst war, aber eine deutlich eigene Handschrift hat. Berühmt ist die kuriosen „Nischenpyramide“ von El Tajín.
Nach der Aufgabe El Tajíns dominierten Tolteken und teilweise auch die Azteken die Gegend und unterwarfen die einheimischen Totonaken und Huaxteken, von denen die Spanier unter Hernán Cortés (ähnlich wie in Tlaxcala) 1519 als hochwillkommene Verbündete begrüßt wurden.
Die Name Veracruz (span. „wahres Kreuz“) stammt von der ältesten spanischen Siedlung auf dem amerikanischen Festland ab, der Stadt Villa Rica de la Vera Cruz, 1519 von Hernán Cortés gegründet.
Die unter spanischer Kolonialverwaltung bestehende Provinz Veracruz im Vizekönigreich Neuspanien wurde 1787 Sitz eines intendente. Gegen Ende des Mexikanischen Unabhängigkeitskriegs wurde die Provinz am 22. Dezember 1823 zu einem der Bundesstaaten Mexikos.

## Politik

### Gouverneur
Die Regierung des Bundesstaates wird von einem direkt vom Volk gewählten Gouverneur (span.: Gobernador) geleitet. Aktuell ist dies Cuitláhuac García Jiménez von der Partei Morena (Amtszeit 2018–2024).
Die Zentralregierung wirkt stark in die Bundesstaaten hinein. Dies liegt in den vielfältigen Abhängigkeiten der Staaten von der Bundesregierung begründet, da diese den Staaten und Gemeinden einen Teil der Steuereinnahmen zuweist. Daneben haben die Ministerien Vertretungen (Delegaciones) in den Bundesstaaten, Regierungsbezirken und Gemeinden. Über diese werden Bundesmittel insbesondere für Sozialfürsorge und Entwicklungsprogramme vergeben.

### Gliederung
Die größten Städte sind die Hafenstadt Veracruz (741.234 Einwohner), die Hauptstadt Xalapa-Enríquez (595.043 Einwohner) sowie die Erdölstadt Poza Rica (481.389 Einwohner).
Veracruz de Ignacio de la Llave ist insgesamt 71.820 km² groß und ist in 212 sogenannte Municipios unterteilt. Diese 212 Municipios sind in 10 Großregionen (grün) zusammengefasst.
1. Huasteca Alta
2. Huasteca Baja
3. Totonaca
4. Nautla
5. Capital
6. Las Montañas
7. Sotavento
8. Papaloapan
9. Los Tuxtlas
10. Olmeca

## Infrastruktur

### Bildung
In Veracruz befindet sich die staatliche Universidad Veracruzana, welche ihren Hauptcampus in Xalapa-Enríquez hat.

### Wirtschaft
Der wichtigste Wirtschaftszweig ist die Erdölförderung. Im Golf von Mexiko stehen zahlreiche Förderplattformen der staatlichen Erdölgesellschaft PEMEX. In Poza Rica im Norden und in Minatitlán im Süden stehen große Raffinerien, welche das geförderte Erdöl weiterverarbeiten.
Ein bekanntes Exportgut aus Veracruz ist der Kaffee. Im gemäßigt-feuchten Klima um Coatepec gedeiht dieser sehr gut. Weitere Exportgüter sind Gummi, Kakao, Vanille und Baumwolle.

### Verkehr
Der Bundesstaat wird von Bussen der Grupo ADO bedient. Die Firma bietet Verbindungen verschiedener Klassen an. Die großen Städte haben ein Busterminal von entsprechender Größe, so zum Beispiel das CAVE in Veracruz oder das CAXA in Xalapa.
Der größte Flughafen des Bundesstaates ist der Aeropuerto Internacional de Veracruz in der Nähe von Veracruz. Es werden Verbindungen in verschiedene mexikanische Städte und nach Houston angeboten. Des Weiteren haben auch andere große Städte Flughäfen mit nationalen Verbindungen.
Die Häfen von Veracruz und Coatzacoalcos sind vor allem für den Gütertransport wichtig. Im Hafen von Tuxpan befindet sich ein Stützpunkt der mexikanischen Marine.